# 大和川停留場
大和川停留場（日语：／ Yamatogawa teiryūjō */?）是一個位於日本大阪府堺市堺區遠里小野町1丁，屬於阪堺電氣軌道阪堺線的停留場。車站編號為HN16。

### 車站構造
對向式月台2面2線的地面車站。

## 相鄰停留場
阪堺電氣軌道
■阪堺線
我孫子道（HN15）－大和川（HN16）－高須神社（HN17）